# Scholleropsis lutea
Scholleropsis lutea là một loài thực vật có hoa trong họ Pontederiaceae. Loài này được Joseph Marie Henry Alfred Perrier de la Bâthie miêu tả khoa học đầu tiên năm 1936.
Heteranthera lutea về hình thái là tương tự như H. limosa và H. rotundifolia.